# Eisenbahnunfall von Shigaraki

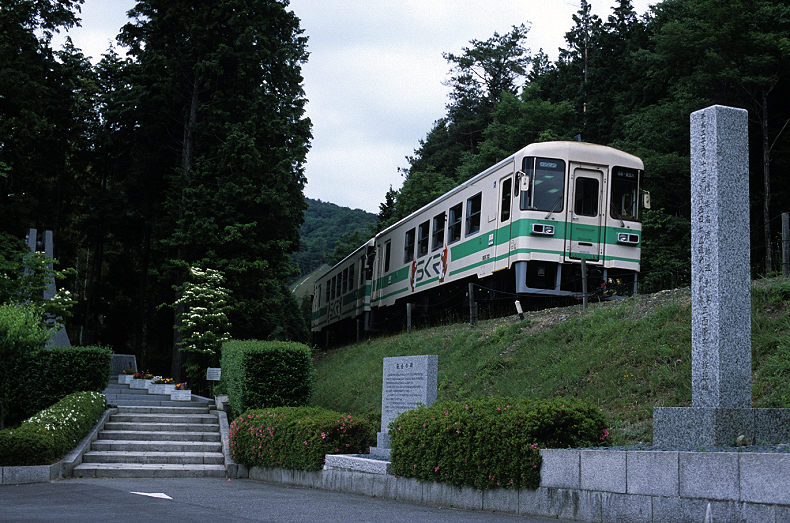
Gedenkstätte an der Unglücksstelle

Der Eisenbahnunfall von Shigaraki (jap. 信楽高原鐵道列車衝突事故, Shigaraki kōgentetsudō ressha jōtotsu jiko) war ein schwerer Eisenbahnunfall, der sich am 14. Mai 1991 in der japanischen Gemeinde Shigaraki (heute: Kōka) in der Präfektur Shiga nahe Kyōto ereignete. Auf der eingleisigen Shigaraki-Linie der Shigaraki Kōgen Tetsudō (信楽高原鐵道) zwischen dem Bahnhof Shigaraki-gūshi und der provisorischen Ausweichstelle Onotani (小野谷信号場 Onotani shingōjō) ein Nahverkehrszug von Shigaraki nach Kibukawa und ein Verstärker-Eilzug von Kyōto nach Shigaraki frontal zusammen. 42 Reisende kommen ums Leben, 614 werden verletzt.
Letztendlich wurde der Unfall durch die Überfahrt eines vermeintlich gestörten haltzeigenden Signals ausgelöst, hierfür waren aber ursächlich mangelnde Kommunikation zwischen den Bahngesellschaften JR West und Shigaraki Kōgen Railway, unabgesprochene Manipulationen am Signalsystem und mangelnde signaltechnische Qualifikation des Personals der Shigaraki Kōgen Railway verantwortlich.

## Infrastruktur
Die Strecke wird von der Shigaraki Kōgen Railway betrieben, die sich hauptsächlich im Besitz der Präfektur Shiga und der Gemeinde Shigaraki befindet und nach der 1987 erfolgten Privatisierung der bis dahin vollständig staatlichen Japanischen Staatsbahn JNR entstand.
Die Bahn besteht einzig aus der 14,7 km langen eingleisigen, nicht elektrifizierten Shigaraki-Strecke, auf der jeweils nur ein einziger Zug verkehrt, so dass keine Signaltechnik erforderlich ist. Die Strecke verläuft ungefähr in ost-westlicher Richtung zwischen Kibukawa (貴生川) und Shigaraki, die Fahrzeit beträgt ca. 23 Minuten. Der Bahnhof Kibukawa stellt den Anschluss zum Netz der JR West Kusatsu-Linie und der Ōmi Tetsudō (近江鉄道) Hauptlinie dar. Zum Unglückszeitpunkt hat die Bahn 20 Mitarbeiter, davon drei im Reisezentrum und lediglich vier Fahrer.
Auf der ansonsten eher schwach frequentierten Strecke war durch das Welt-Töpferhandwerks-Fest (世界陶芸祭 sekai tōgei matsuri) ab dem 20. April 1991 ein erhöhter Andrang zu erwarten. Daher wurde die provisorische Ausweichstelle Onotani inklusive der notwendigen Signaltechnik errichtet, um zusätzlich Direktzüge der JR West von Kyōto bis nach Shigaraki einführen zu können. Hierdurch konnte die Zugzahl von 15 bzw. 16 auf 26 Fahrten je Richtung pro Tag erhöht werden. Außerdem wurde am Bahnhof Shigaraki ein zusätzlicher Ausgang eingerichtet.
Die notwendigen Bauarbeiten am Bahnhof Shigaraki und der Ausweichstelle Onotani übernahm die Shigaraki Kōgen Railway, diejenigen am Bahnhof Kibukawa und die Verbindung zum JR-Kontrollzentrum Kamegawa (亀山) die JR West.

## Beinahe-Unfall am 3. Mai
Am 3. Mai 1991 versucht der Fahrdienstleiter am Endbahnhof Shigaraki vergeblich, für einen um 10:14 Uhr nach Kibukawa zurückfahrenden Zug das Ausfahrsignal in Fahrtstellung zu bringen. Der Vertreter der Signalbaufirma ist nicht erreichbar.
Für den Fall eines Signalausfalls ist vorgesehen, dass die ansonsten unbesetzte Ausweichstelle Onotani mit Bahnpersonal besetzt wird. Erst nachdem das Freisein der Strecke festgestellt und per Telefon die Fahrt ausgehandelt ist, darf eine Fahrt durchgeführt werden.
Der Fahrdienstleiter fordert beim Abteilungsleiter eine Kraft an, dieser weist ihn jedoch darauf hin, dass niemand zur Verfügung steht – es ist gerade renkyū (eine Reihe aufeinanderfolgender Feiertage), an dem der Andrang zum Töpferhandwerks-Fest so groß ist, dass selbst der Direktor der kleinen Bahngesellschaft bei der Fahrkartenkontrolle aushelfen muss.
Schließlich steigt der Abteilungsleiter ein, um die Weichen an der Ausweichstelle zu bedienen, und der Zug fährt – vorschriftswidrig – mit ca. 10 Minuten Verspätung über das haltzeigende Signal ab. Die Sicherungstechnik erkennt eine irrtümliche Ausfahrt aus Shigaraki und stellt das Ausfahrsignal Richtung Shigaraki der Ausweichstelle Onotani auf «Halt», wodurch der entgegenkommende Verstärker-Eilzug «Welt-Töpferhandwerks-Fest Shigaraki» (世界陶芸祭しがらき号 sekai tōgei matsuri Shigaraki-gō) dort aufgehalten wird und es nicht zu einem Unfall kommt.

## Unfall am 14. Mai
Am 14. Mai 1991 kommt um 10:10 Uhr der mit 250 Reisenden fast vollbesetzte Drei-Wagen-Zug von Kibukawa mit drei Minuten Verspätung auf Gleis 1 im Bahnhof Shigaraki an und soll, um einen Wagen aus dem Depot verstärkt, um 10:14 Uhr wieder nach Kibukawa zurückfahren. Obwohl dies ein Dienstag ist, wimmelt der Bahnhof von Menschen, die zum Töpferhandwerks-Fest wollen.
Der Fahrdienstleiter versucht zwei, drei Male erfolglos, das Ausfahrsignal für die Rückfahrt in Fahrtstellung zu bringen. Er wundert sich, dass auf der Steuerkonsole angezeigt wird, dass sich ein Zug auf der Fahrt Richtung Shigaraki befindet, obwohl der Zug bereits angekommen ist und der nächste Zug – der Verstärker-Eilzug „Welt-Töpferhandwerks-Fest Shigaraki“ – gerade erst von Kibukawa abgefahren sein dürfte. 
Er teilt dies seinem Vorgesetzten, dem Abteilungsleiter, der sich gerade auf dem Bahnsteig befindet, mit, der wiederum den von der Signalbaufirma abgestellten Referatsleiter rufen lässt, welcher gerade die Fahrkarten am Ausgang einsammelt. Der Referatsleiter eilt in den Relaisraum, um die Signalanlage zu überprüfen. 
Die Abfahrtzeit schreitet vorüber, ohne dass sich das Signal auf Fahrt stellen lässt. Der Abteilungsleiter weist den Fahrdienstleiter an, die Armbinde herauszuholen. Bei einem Defekt der Signalanlage ist vorgesehen, dass eine Person mit einer speziellen Armbinde für den jeweiligen eingleisigen Abschnitt als Marke (token) mitfährt.
Der Abteilungsleiter zieht die Armbinde an und steigt zusammen mit dem Direktor, welcher Verantwortliche vom Verkehrsministerium der Präfektur zu einer Sicherheitsuntersuchung empfangen will, in den Führerstand. Um 10:25 Uhr fährt der Zug über das weiterhin haltzeigende Signal ab, ohne dass ein Mitarbeiter zur Ausweichstelle Onotani geschickt wird, um die Freiheit der Strecke und die Sicherheit festzustellen.
Derweil fährt der entgegenkommende Verstärker-Eilzug der JR West, der mit 716 Reisenden auf nur drei Wagen stark überfüllt ist, zwei Minuten verspätet um 10:18 Uhr vom Bahnhof Kibukawa ab. Er war aufgrund des hohen Reisendenaufkommens fünf Minuten verspätet um 9:30 Uhr vom Bahnhof Kyōto abgefahren. Planmäßig soll er an der Ausweichstelle Onotani dem Gegenzug begegnen. Im JR-Kontrollzentrum Kamegawa war die Verspätung des Eilzugs bemerkt worden und man setzte um 9:44 Uhr den Prioritätsfahrtrichtungs-Hebel Richtung Shigaraki, um den entgegenkommenden Zug an der Ausweichstelle Onotani aufhalten zu können.
Nach der Abfahrt des Zuges nach Kibukawa überzeugt sich der Fahrdienstleiter von Shigaraki, dass am Steuerpult die Kontrollleuchte für eine irrtümliche Ausfahrt leuchtet. Bei einer irrtümlichen Einfahrt in den eingleisigen Abschnitt sollte das Ausfahrsignal Richtung Shigaraki der Ausweichstelle Onotani automatisch in Haltstellung gehen, jedoch ist der Zustand dieses Signals am Steuerpult nicht zu erkennen. Kurze Zeit später fordert der Abteilungsleiter, welcher die Armbinde trägt, über Funk den Referatsleiter von der Signalbaufirma an.
Gegen 10:30 Uhr passiert der Eilzug die Ausweichstelle Onotani. Der Fahrer wundert sich, dass er Fahrt hat, obwohl kein Gegenzug auf dem Ausweichgleis wartet. Er nimmt aber an, dass der Gegenzug aus irgendeinem Grund noch in Shigaraki steht. Plötzlich sieht er einen Zug entgegenkommen. Trotz einer Schnellbremsung bei einer relativ geringen Geschwindigkeit von 54 km/h kommt es um 10:35 Uhr zu einem Zusammenstoß, und die ersten Wagen der beiden Züge bäumen sich gegeneinander auf.
Kurz nach dem Zusammenstoß wird der Unfall von Autofahrern auf der parallel verlaufenden Landstraße gesehen und um 10:37 Uhr die Polizei alarmiert. Die Bergungsarbeiten dauern bis in den nächsten Tag hinein. 42 Reisende kommen ums Leben, davon 12 im Zug der Shigaraki Kōgen Railway, 30 im Zug der JR West. 614 werden verletzt. Unter den Toten sind fünf Mitarbeiter der Shigaraki Kōgen Railway, darunter der Direktor und Abteilungsleiter. Der Fahrer von JR West überlebt den Unfall.

## Ursachen
Auch wenn die genaue Ursache dafür, dass das Ausfahrsignal der Ausweichstelle Onotani Richtung Shigaraki am 14. Mai nach der irrtümlichen Einfahrt nicht auf Halt fiel, nicht mehr genau zu ermitteln war, ergaben die Untersuchungen nach dem Unfall, dass höchstwahrscheinlich das Kabel zwischen dem Bahnhof Shigaraki und der Ausweichstelle Onotani, das die Information einer irrtümlichen Einfahrt überträgt, infolge von Arbeiten am Signalsystem unterbrochen beziehungsweise falsch verbunden war. Festzuhalten ist allerdings, dass die Ausfahrt aus Shigaraki gegen ein haltzeigendes Signal sowohl am 3. als auch am 14. Mai ohne die notwendigen Sicherungsmaßnahmen erfolgte und somit unzulässig war – am 14. Mai hatte nur noch die zusätzliche Sicherung gegen Fehlhandlungen versagt.
Als weiteres Manko wurde festgestellt, dass sich innerhalb der Shigaraki Kōgen Railway kein einziger Mitarbeiter befand, der ausreichendes Verständnis von Signaltechnik hatte. So wurde die durch die Ausweichstelle Onotani notwendig gewordene Signaltechnik zwar im März 1991 in zwei Sitzungen erläutert, sie wurde aber von keinem so richtig verstanden. Immerhin wurde von der Signalbaufirma ein Mitarbeiter, der bei der Errichtung der Signalanlagen als Projektleiter tätig war, während der Zeit des Töpferhandwerks-Festes zur Verfügung gestellt. Allerdings war auch er nur für den Bau von Signalanlagen zuständig und kein ausgewiesener Spezialist für Signalanlagen, was auch der Bahngesellschaft bekannt war.
Letztendlich nahm das Unglück aber auch dadurch seinen Lauf, dass sich das Ausfahrsignal im Bahnhof Shigaraki nicht auf Fahrt stellen ließ. Die JR West, die für die Arbeiten am Bahnhof Kibukawa und die Verbindung zum JR-Kontrollzentrum Kamegawa zuständig war, hatte im Kontrollzentrum einen Prioritätsfahrtrichtungs-Hebel eingerichtet, der dazu dienen sollte, im Falle einer Verspätung des Zuges der JR West den Gegenzug an der Ausweichstelle Onotani aufhalten zu können. Hintergrund war, dass auch die JR-Strecke eingleisig war und ein in Kibukawa aufgehaltener Zug erhebliche Störungen im JR-Netz verursacht hätte. Die zuerst von der Shigaraki Kōgen Railway vorgesehene Aufhalttaste am Steuerpult im Bahnhof Shigaraki für das Ausfahrsignal Richtung Kibukawa in der Ausweichstelle Onotani, die denselben Effekt erzielt hätte, wurde verworfen. Die Meinungen gehen im Nachhinein zwischen der JR West und der Shigaraki Kōgen Railway auseinander, ob letztere darüber informiert wurde – unabhängig von der Frage des Verschuldens gab es hier also einen Mangel in der Kommunikation. In der Zwischenzeit wurden von der Shigaraki Kōgen Railway, die ihrerseits für Arbeiten an der Ausweichstelle Onotani und den Bahnhof Shigaraki zuständig war, Veränderungen am Signalsystem vorgenommen, die den Nebeneffekt hatten, dass bei Betätigung des Prioritätsfahrtrichtungs-Hebels in Kamegawa auch das Ausfahrsignal im Bahnhof Shigaraki auf rot fiel.
Diese Veränderungen, die auf Anregungen des Fahrpersonals basierten, wurden am 5. März 1991 – etwa einen Monat vor Aufnahme des Betriebs zum Töpferhandwerks-Fest – von Abteilungsleiter als Veränderung „zur sicheren Seite hin“ vorgeschlagen, wurden jedoch vom zuständigen Bau-Referatsleiter mit der Begründung abgelehnt, dass die Zeit nicht mehr ausreiche, um die Genehmigung des Verkehrsministeriums einzuholen. Derweil leitete der Oberabteilungsleiter der Signalbaufirma, der von den Wünschen der Shigaraki Kōgen Railway gehört hatte, diese an den Signalanlagen-Hersteller weiter, der zwei Tage später eine Entwurfsskizze an die Bahngesellschaft schickte. Diese wanderte jedoch ohne ausreichende Kommunikation zwischen den Baubeteiligten durch die verschiedenen Subunternehmer, und am folgenden Tag wurden die Arbeiten ausgeführt. Zwar reagierte der Oberabteilungsleiter entsetzt, dass die Skizze, die lediglich als Entwurf gedacht war und keinerlei Genehmigung des zuständigen Verkehrsministeriums erhalten hatte, ausgeführt worden war, letztendlich wurden die Veränderungen jedoch nicht rückgängig gemacht, was eine Arbeit von zwei Stunden gewesen wäre.
Es wird deutlich, dass die defizitäre Shigaraki Kōgen Railway mit einer dünnen Personaldecke, die sich zumeist aus ehemaligen Staatsbahn- oder Privatbahn-Mitarbeitern rekrutierte, mit der Einführung der Signaltechnik und dem gleichzeitigen enormen Andrang beim Töpferhandwerks-Fest, der die Erwartungen deutlich überschritt und wohl auch als wirtschaftlicher Strohhalm angesehen wurde, schlechterdings überfordert war. Auch war die Kommunikation zwischen der JR West und der Shigaraki Kōgen Railway, aber auch die Verteilung der Zuständigkeiten beim Bau der Signalanlagen alles andere als optimal.
Nach dem Unfall wurde der Betrieb am 8. Dezember 1991 wiederaufgenommen. Wie auch vor der Errichtung der Ausweichstelle fährt jetzt jeweils nur ein definierter Zug auf der gesamten, von den Netzen anderer Bahngesellschaften getrennten Strecke, so dass (wieder) keine weitere Signaltechnik notwendig ist.